# Nersès II de Bagrévand
Pour les articles homonymes, voir Nersès.
Nersès II de Bagrévand, Nersès II Bagrévandetsi (en arménien Ներսես Բ Բագրևանդցի), Nersès II d'Achtarak ou Nersès II Aštaraketsi (Ներսես Բ Աշտարակեցի ; mort en 557/558) est un catholicos de l'Église apostolique arménienne de 548/549 à 557/558.

## Biographie
Nersès est né à Achtarak ou dans le Bagrévand. Il succède à Ghévond d'Erast sur le trône catholicossal en 548/549. Ce catholicos convoque le second concile de Dvin le 21 mars 555 (cf. infra).
La construction de la basilique de Tsiranavor à Achtarak lui est attribuée.
Hovhannès II lui succède à sa mort, en 557/558.

## Le second concile de Dvin
Le second concile de Dvin est convoqué par Nersès en 555 et se tient le 21 mars de cette année.
Ce concile a cependant parfois été dit être le troisième réuni à Dvin, le deuxième l'étant en 552/553, à partir des écrits du catholicos géorgien du IXe – Xe siècle Arseni Saparéli ; selon cette hypothèse, c'est lors de ce concile de 552/553 que les canons du concile de Chalcédoine de 451 sont rejetés par l'Église arménienne, à l'instigation d'une délégation syrienne monophysite  menée par l'évêque Abdicho ; selon cette hypothèse, le concile de 555 n'aurait résulté qu'en une condamnation d'un prosélytisme nestorien en provenance de Susiane. Le concile de 552/553 n'apparaissant cependant dans aucune liste conciliaire arménienne, il s'agit vraisemblablement d'une interprétation erronée.
Le concile de 555 a été traditionnellement retenu par les historiens principalement occidentaux comme le concile ayant amené à la séparation de l'Église arménienne d'avec l'Église romano-byzantine, de par son rejet des canons du concile de Chalcédoine (d'autres, principalement arméniens, font remonter la rupture au premier concile de Dvin en 506, sous le catholicos Babgen d'Otmous) ; les tenants de cette thèse se basent principalement sur la Narratio de rebus Armeniae (un traité anonyme pro-chalcédonien rédigé vers 700), sur l'exposé d'Arseni Saparéli (qui ne subsiste que dans sa traduction grecque), ainsi que sur d'autres documents dont l'authenticité ou la véracité a été remise en cause depuis lors.
En effet, l'historienne Nina Garsoïan (dont le travail est qualifié d'« inestimable » par le philologue Robert W. Thomson) a mis en évidence le fait qu'aucun des écrits contemporains du concile ne mentionne de manière importante Chalcédoine : il ressort des trois écrits reprenant les actes officiels du concile repris dans le Livre des lettres (dont le « Pacte d'union ») que le but du concile était de réagir à la propagation de l'hérésie nestorienne susmentionnée, et que Chalcédoine n'est à aucun moment cité dans ses actes ; quant aux lettres dogmatiques contemporaines et liées au concile, elles ne font que citer au passage Chalcédoine. Garsoïan fait dès lors remonter la séparation — graduelle — de l'Église arménienne à 518, lorsque l'empereur Justin Ier abandonne la ligne de Zénon et de l'Henotikon.
Garsoïan note par ailleurs que les sources ultérieures relatives au concile de 555 convoqué par Nersès « y situent pêle-mêle toutes les activités et innovations du VIe siècle », comme la réforme du calendrier arménien.